# Randudongkal (ort i Indonesien)
Randudongkal är en ort i Indonesien.   Den ligger i provinsen Jawa Tengah, i den västra delen av landet, 290 km öster om huvudstaden Jakarta. Randudongkal ligger 216 meter över havet och antalet invånare är 28 532.
Terrängen runt Randudongkal är kuperad åt sydväst, men åt nordost är den platt.Runt Randudongkal är det tätbefolkat, med 735 invånare per kvadratkilometer. Det finns inga andra samhällen i närheten. Omgivningarna runt Randudongkal är en mosaik av jordbruksmark och naturlig växtlighet.